# Думитру, Николао
Николао Мануэль Думитру Кардозо (итал. Nicolao Manuel Dumitru Cardoso; 12 октября 1991, Накка) — итальянский футболист, нападающий клуба «Бней Сахнин».

## Карьера
Николао Думитру родился в Швеции в семье румынского выходца из Бухареста, позже взявшего итальянское гражданство, и темнокожей бразильянки. В 1998 году он, вместе с семьёй, переехал в Эмполи.
Думитру начал карьеру в клубе «Эмполи» в 2005 году. 13 сентября 2008 года Николау дебютировал в составе команды в матче с «Альбинолеффе», который завершился вничью 0:0; этот матч стал единственным для футболиста в сезоне 2008/09. В следующем сезоне Димитру также провёл одну игру — 13 апреля 2010 года с «Салернитаной», в которой «Эмполи» победил 5:2. Однако большую часть времени футболист выступал за молодёжный состав команды.
31 августа 2010 года Думитру перешёл в «Наполи», заплатив 1,5 млн евро за годичную аренду футболиста с возможностью выкупа трансфера игрока за 1,5 млн евро. 22 сентября он дебютировал в составе команды в матче серии А с клубом «Кьево», в котором неаполитанцы проиграли 1:3; сам Николау вышел на замену на 82 минуте встречи вместо Кристиана Маджо. 30 сентября Думитру дебютировал в еврокубках, выйдя на замену в матче Лиги Европы со «Стяуа» (3:3).

## Международная карьера
Думитру начал международную карьеру в составе сборной Италии до 19 лет. 22 сентября 2009 года он дебютировал в составе команды в игре с Данией. 12 октября 2010 года вместе с Мануэлем Джандонато, Лукой Кальдиролой и Эмануэле Тестарди дебютировал в составе сборной до 20 лет в игре со швейцарцами.